# 匯業銀行

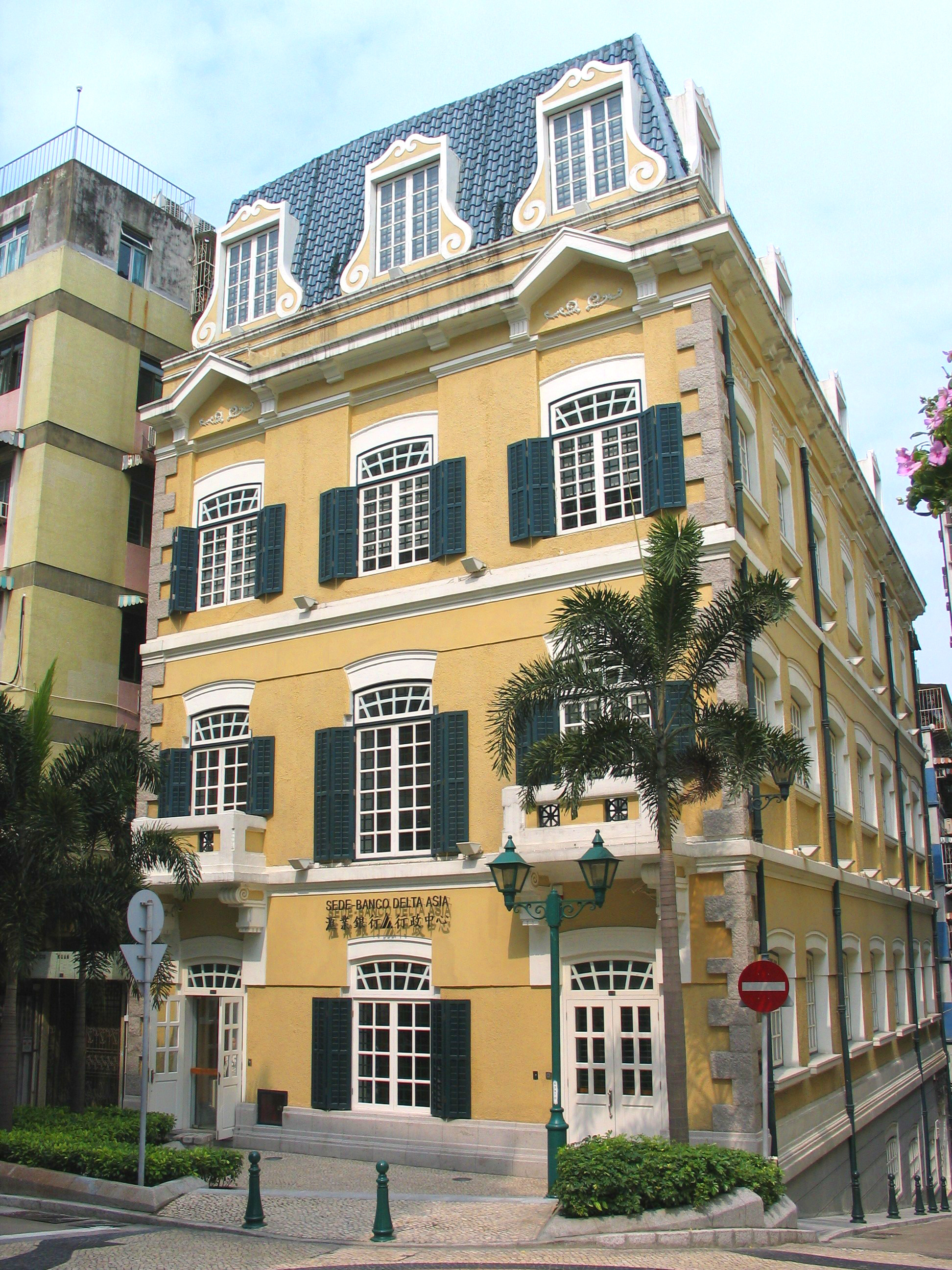
バンコ・デルタ・アジアの本社

匯業銀行（アルファベット表記：Banco Delta Asia, バンコ・デルタ・アジア、略称BDA）は、中華人民共和国マカオ特別行政区の銀行。

## 概要
匯業財経集団（Delta Asia Financial Group，デルタ・アジア・フィナンシャルグループ）のマカオにおける拠点であり、1935年に設立され、香港とマカオで主に活動する、デルタ・アジア・フィナンシャルグループの源流となった。
2005年9月、北朝鮮の偽煙草や、偽造紙幣、麻薬の取り引きに使った資金洗浄に関わっているとして、アメリカ合衆国財務省のブラックリストに載った。これを受けて取り付け騒ぎが起き、他国との取り引きも停止した。その結果マカオ政府の管理下に入り、北朝鮮の朝鮮労働党39号室に関連すると見られる口座の凍結が行われた。
凍結された口座の中には、奢侈品を購入していた金正日総書記の個人口座も含まれているとされる。実質上の「愛国法」(USA PATRIOT Act)311条による経済制裁として、北朝鮮の政体に対する脅威となったと見られ、北朝鮮側は一連の六ヶ国協議において、口座凍結の解除と資産の返還を最優先の要求としていた。
2007年3月、資金洗浄にかかわっていた事実が認定されたとして、アメリカ合衆国との送金契約が全て取り消された。